# Baltischer Beobachter
Baltischer Beobachter war eine deutschsprachige Zeitung im Memelland.

## Geschichte
Die Zeitung wurde unter diesem Namen ab 1936 herausgegeben. Ihren Ursprung hatte sie in der Zeitung mit dem Titel Memeler Neueste Nachrichten, die letztmals am 16. Februar 1934 erschien. Sie wurde unter dem Titel Ostsee-Beobachter neu gedruckt. 
Ein Jahr später wurde auch dieser Titel ab dem 21. Juli 1935 in Memeler Beobachter umbenannt, um schließlich ab 1936 unter dem Namen Baltischer Beobachter gedruckt zu werden. Die Zeitung trug den Untertitel Litauische Zeitung in deutscher Sprache.
Die Zeitung wurde von der Rytas Aktiengesellschaft mit Sitz in Memel, Simon-Dach-Str. 1, herausgegeben. Sie erschien an sechs Tagen in der Woche, aber nicht an Sonn- und Feiertagen. Die Auflage hatte 1937 eine Höhe von 4000 Stück und wandte sich an Beamte und einen Teil der Landbevölkerung des Memellandes. Die letzte Ausgabe erschien am 30. September 1938.
Die politische Linie der Zeitung vertrat die Interessen der litauischen Politik. 

## Redaktion
Der Chefredakteur war 1937 J. Grigolaitis.   

## Referenzen
- Karl Bömer, Handbuch der Weltpresse, Leipzig 1937
- Karl O. Kurth, Handbuch der Presse de Heimatvertriebenen, Göttingen 1953